# Estação San Cipriano
San Cipriano é uma estação da Linha 9 do Metro de Madrid . 